# Rachel Woolf
Rachel Woolf (30 de mayo de 1972) es una deportista británica que compitió en remo. Ganó dos medallas en el Campeonato Mundial de Remo, en los años 1995 y 1997.

## Palmarés internacional
| Campeonato Mundial | Campeonato Mundial     | Campeonato Mundial | Campeonato Mundial        |
| Año                | Lugar                  | Medalla            | Prueba                    |
| ------------------ | ---------------------- | ------------------ | ------------------------- |
| 1995               | Tampere (Finlandia)    | Medalla de plata   | Cuatro sin timonel ligero |
| 1997               | Aiguebelette (Francia) | Medalla de bronce  | Ocho con timonel          |